# Ana María Barber
Ana María Barber Cárcamo (Pamplona, 2 de septiembre de 1948 - Pamplona, 16 de marzo de 2024) fue una bióloga, investigadora y profesora universitaria española, catedrática de la Facultad de Farmacia y Nutrición de la Universidad de Navarra, Especializada en el estudio de la absorción intestinal y en la regulación de los transportadores de membrana con más de cien artículos científicos. Fue editora de la Journal of Physiology and Biochemistry (2010-2014).

## Biografía
Ana Barber nació en Pamplona (1948). Formó parte de la tercera promoción de la facultad de Ciencias Biológicas, donde se licenció (1965-1970), y defendió su tesis doctoral Transporte activo de azúcares por el intestino de Cryptomphalus hortensis Müller (molusco gasterópodo) con premio extraordinario (1974), bajo la dirección de los catedráticos Rafael Jordana y Francisco Ponz.
Comenzó su actividad docente en la Universidad de Navarra, impartiendo diversas asignaturas —Biología General, Endocrinología, Fisiología animal, y Fisiología humana— en diversas licenciaturas, compatibilizándolo con una labor investigadora centrada en el estudio de la absorción intestinal de nutrientes junto con la regulación de los transportadores de membrana. 
En la Universidad de Navarra, ocupó diversos cargos (1992-2007): secretaria, subdirectora, directora del departamento de Fisiología Animal, y directora del Programa de Doctorado de Fisiología y Alimentación.
Fue editora jefe de la revista Journal of Physiology and Biochemistry (2010-2014), revista fundada en Barcelona, en 1945 por el doctor Juan Jiménez Vargas, y respaldada por el CSIC. Desde 2010, es la publicación de su área con mayor índice de impacto en España.
Estaba casada con Javier Marcotegui y tenían cuatro hijos: Ana, Miguel, Beatriz e Isabel Marcotegui Barber.